# Jógvan Sundstein
Jógvan Sundstein   (Tórshavn, 25 de maig de 1933 - Holbæk, 8 de juliol de 2024) va ser un polític feroès, membre del Partit del Poble. Va ser primer ministre de les illes Fèroe de 1989 a 1991.
Jógvan era el fill de Johanna Malena (nascuda Jensen) i Hans Jacob Matras Sundstein, de Tórshavn. Estava casat amb Lydia (nascuda Marsten), de Klaksvík des del 1958, amb qui va tenir tres fills: Hans Pauli, Rutt i Eivind. Jógvan Sundstein era comptable d'ofici i membre de nombrosos consells d'administració. Va començar la seva carrera professional com a empleat de banca de 1949 a 1952, i més tard va exercir d'auditor de 1953 a 1963. Posseïa un títol de llicenciat en economia i administració des de 1958 i va realitzar un examen com a auditor el 1962. Després va continuar com a comptable públic autoritzat per l'estat a partir del 1963.
El 1979 va ser elegit per primera vegada com a diputat al Løgting. Va ser el portaveu del parlament feroès de 1980 a 1984 i de 1988 a 1989. Va ser Primer Ministre de les Illes Feroe (Løgmaður) de 1989 a 1991 i va ser ministre de 1991 a 1993 en el tercer govern d'Atli Dam.
El 2008 Sundstein va publicar les seves memòries, convertint-se en el primer polític feroès en fer-ho. Sundstein es va retirar de la política el 1994, i des del 2003 vivia a Holbæk, a Dinamarca.